# Еакід Епірський
Еакід (дав.-гр. Aιακίδης) — цар Стародавнього Епіру із роду Пірридів, правив у період 331—313 до н. е. Син царя молоссів Арібби, батько Пірра.
Коли Арібба був позбавлений престолу Філіппом ІІ (бл. 343 до н. е.), Еакід залишив Епір і звернувся по допомогу до афінян, але тільки по смерті Александра Епірського вдалося Еакіду утвердитися на Епірському престолі, причому він повинен був визнати протекторат Олімпіади (дружини Філіппа і мати Александра), партії якої він дотримувався і при першій смуті по смерті Александра Великого. Коли Олімпіада в 317 до н. е. була обложена у Підні Кассандром, Еакід хотів рушити до неї на допомогу, але епіроти перейшли на бік Кассандра. У 313 до н. е. Еакід повернувся в Епір з Етолії, але був розбитий братом Кассандра, Філіппом, і убитий в битві.